# 阿尔克莱格雷
阿尔克莱格雷（法語：Arc-lès-Gray，法語發音：[aʁk lɛ ɡʁe]），法国东北部城市，勃艮第-弗朗什-孔泰大区上索恩省的一个市镇，隶属于沃苏勒区，其市镇面积为12.1平方公里，2022年1月1日时人口数量为2,410人，在法国市镇中排名第4,498位。
阿尔克莱格雷位于上索恩省西部，格雷市区北侧，索恩河右岸，是格雷的一个近郊卫星城。

## 地名来源

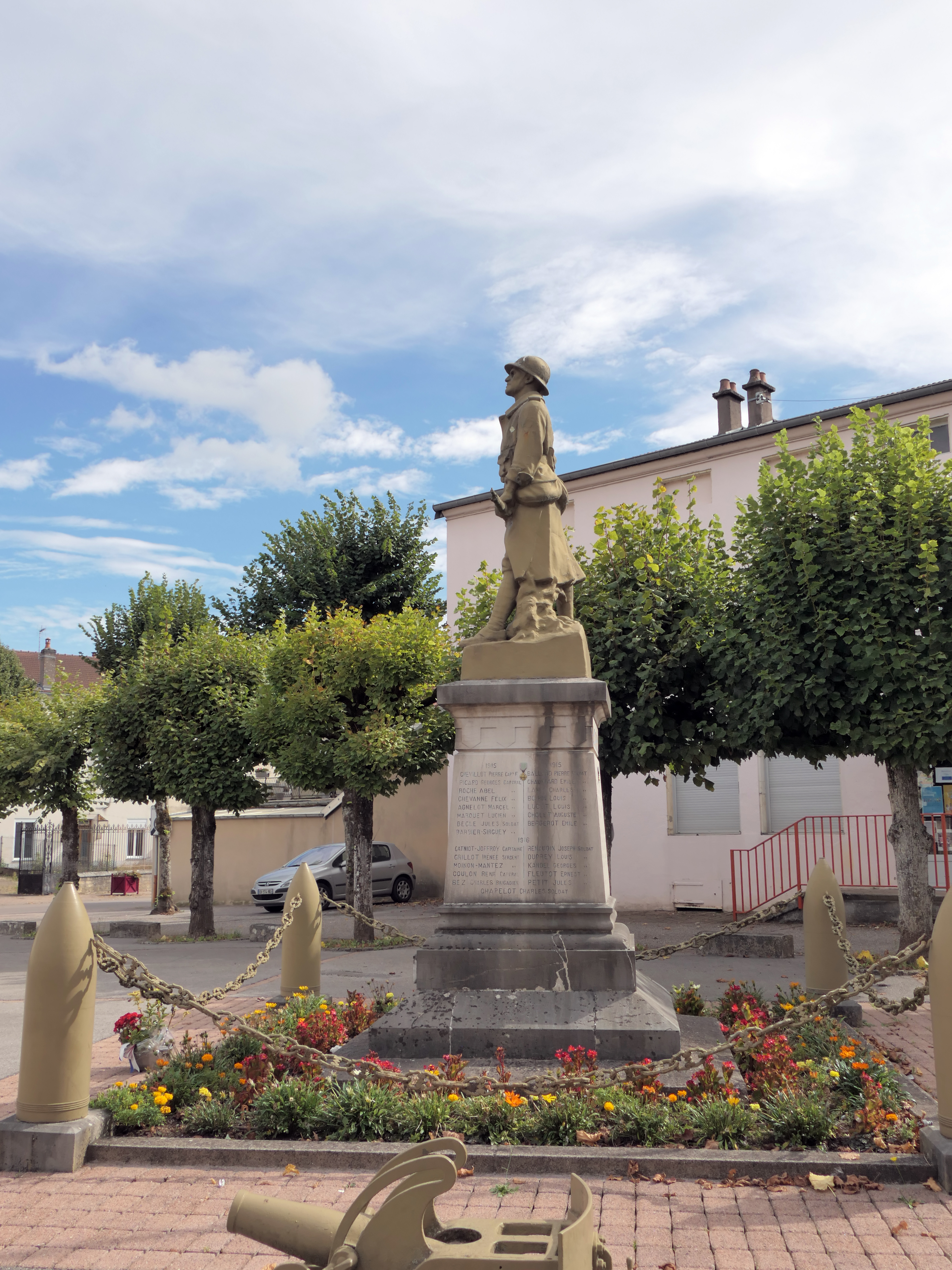
烈士纪念碑

根据当地官方网站的论述，“Arc”一名来源于拉丁语单词“arcus”，意为“拱”，对应现代法语单词“arche”；“-lès-Gray”这一后缀自1962年起成为当地官方名称的一部分。
“Arc-lès-Gray”意为“格雷附近的阿尔克”，其中“Gray”为临近市镇，通译作“格雷”，然而《世界地名翻译大辞典》与《世界地名译名词典》却在已将“Gray”译作“格雷”的情况下，将“Arc-lès-Gray”纯按法汉译音表译作“阿尔克莱格赖”。

## 历史
阿尔克莱格雷的早期历史尚不清楚。根据上索恩省官方网站的论述，阿尔克莱格雷最初于公元1144年被提及。中世纪末，阿尔克长期为勃艮第伯国的一部分，该地曾被韦尔日家族继承。索恩河的航运活动使得阿尔克经济得到发展，当地曾建成了粮食储存中心。法国大革命后，阿尔克成为上索恩省的一个市镇。1806年，拉迈松迪布瓦（La Maison-du-Bois）撤销，其原市镇范围被划入了阿尔克和格雷。1827年，原分给格雷的拉迈松迪布瓦部分被划入阿尔克。工业革命期间，数条经过格雷地区的铁路线相继建成通车，其交换点格雷火车站建于阿尔克市镇范围内。1969年，格雷火车站关闭客运业务。

## 地理

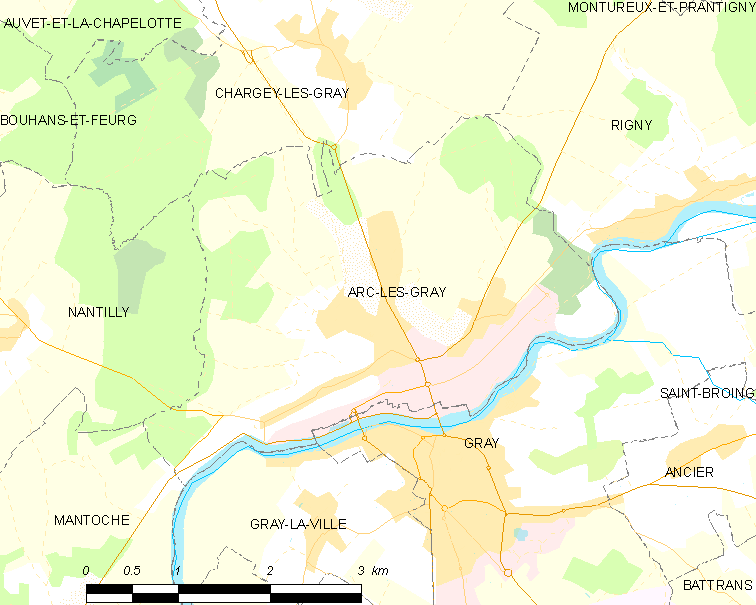
阿尔克莱格雷市镇范围地图

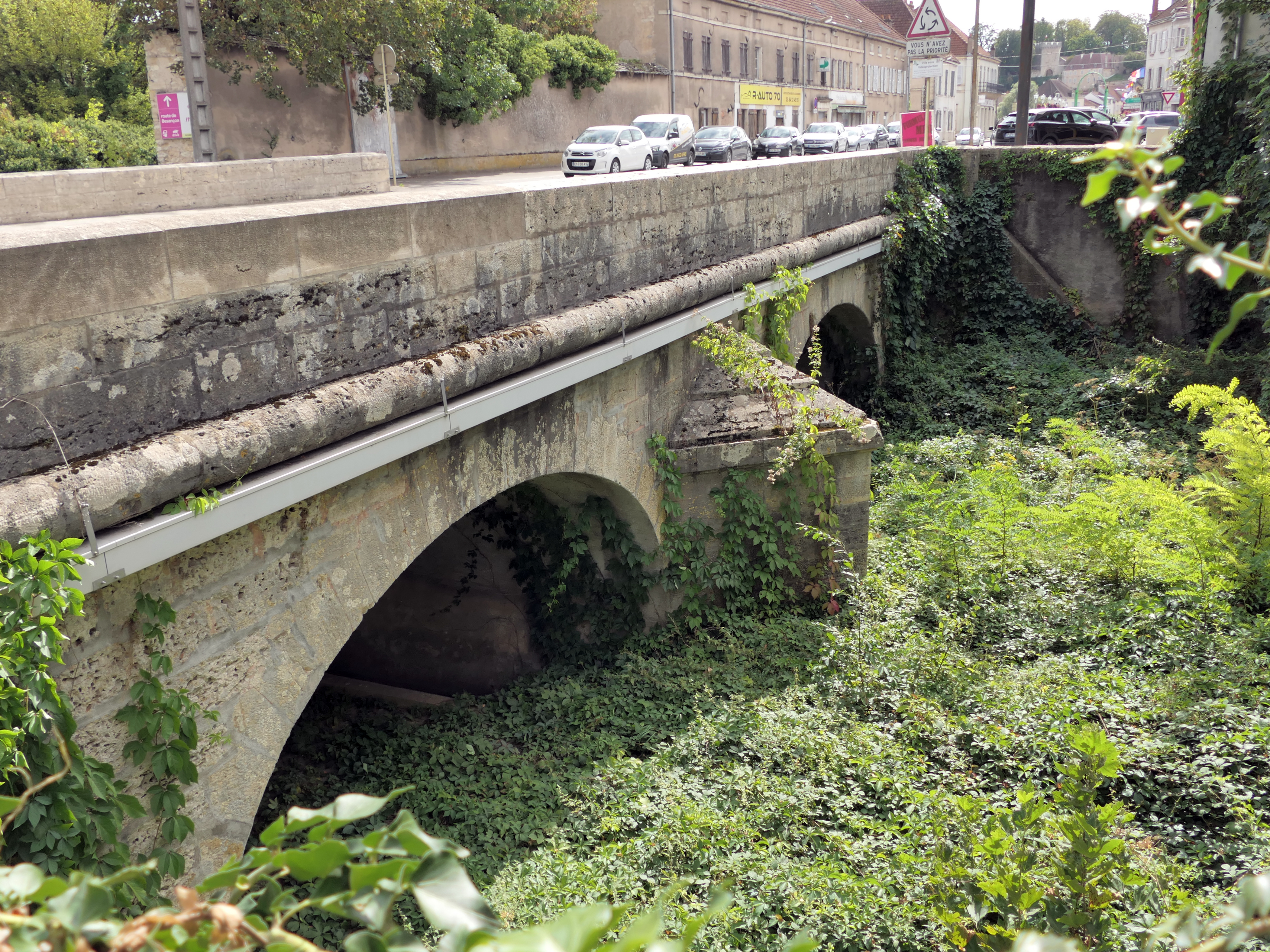
横跨埃库洛特溪的石拱桥

阿尔克莱格雷位于法国东北部，勃艮第-弗朗什-孔泰大区北部和上索恩省西部，距离省会沃苏勒大约59公里。与阿尔克莱格雷接壤的市镇包括：沙尔热莱格雷、格雷、格雷城、芒托什、楠蒂伊和里尼。

### 地形
阿尔克莱格雷位于索恩河谷右岸，境内以平原和浅丘为主，市镇中心靠近河谷地带地势较为平坦，西北部和东北部为浅丘，部分区域起伏明显，全境海拔在187到249米之间。

### 水文
索恩河自东向西流经阿尔克莱格雷市镇东南界和西南界，其右岸支流埃库洛特溪（ruisseau des Écoulottes）自北向南流经镇中心并在市区南部注入索恩河。

### 植被
阿尔克莱格雷属于温带阔叶混交林区，林地多分布于河流附近及坡地地带，市镇范围西北部为弗勒里奥树林（Bois de Fleuriot）和拉莱日欧普雷特尔树林（Bois de la Laige au Prêtre），东北部为孔布树林（Bois des Combes）和布吕勒树林（Bois des Brûleux）。
在鲜花城市的评比中，阿尔克莱格雷暂未被评级。

### 气候
阿尔克莱格雷在柯本气候分类法中属于带有一定大陆性气候特征的温带海洋性气候（Cfb）。

## 行政区划
阿尔克莱格雷的市镇编号为70026，邮政编号为70100。
在行政管理方面，阿尔克莱格雷隶属于法国勃艮第-弗朗什-孔泰大区上索恩省沃苏勒区；在地方选举方面，阿尔克莱格雷隶属于格雷县，其市镇范围全境被划入上索恩省第一选区；在社会管理方面，阿尔克莱格雷是格雷河谷市镇公共社区的组成部分。
截至2024年11月，阿尔克莱格雷市镇范围内暂无任何城市敏感街区及城市政策优先街区。
法国国家统计与经济研究所（简称“INSEE”）在进行数据统计时，将阿尔克莱格雷及相邻的另外3个市镇设为格雷城市核心区，并将包括核心区在内的周边共32个市镇划为格雷城市区。自2020年起，格雷城市区被包含63个市镇的格雷城市辐射区代替。此外，INSEE还将阿尔克莱格雷市镇整体看作一个“块区”（IRIS），以便于统计人口分布情况。

## 交通

### 公路
上索恩省省道D2线、D67线、D70线、D318线和D670线在阿尔克莱格雷境内交汇。勃艮第-弗朗什-孔泰大区城际客运（商业名称为“Mobigo”）下属的上索恩省城际客运602线、607线和608线经停阿尔克莱格雷，可通往沃苏勒、格雷、索恩港、沙兰德雷等地。
2021年，74.9%的阿尔克莱格雷家庭拥有至少一辆私人汽车。2022年，阿尔克莱格雷境内共发生各类交通事故1起，造成1人遇难。
| 4 | 40 |

| 沃苏勒 | 60 |

| 肖蒙 | 91 |

| 格雷 | 2.4 |

### 铁路

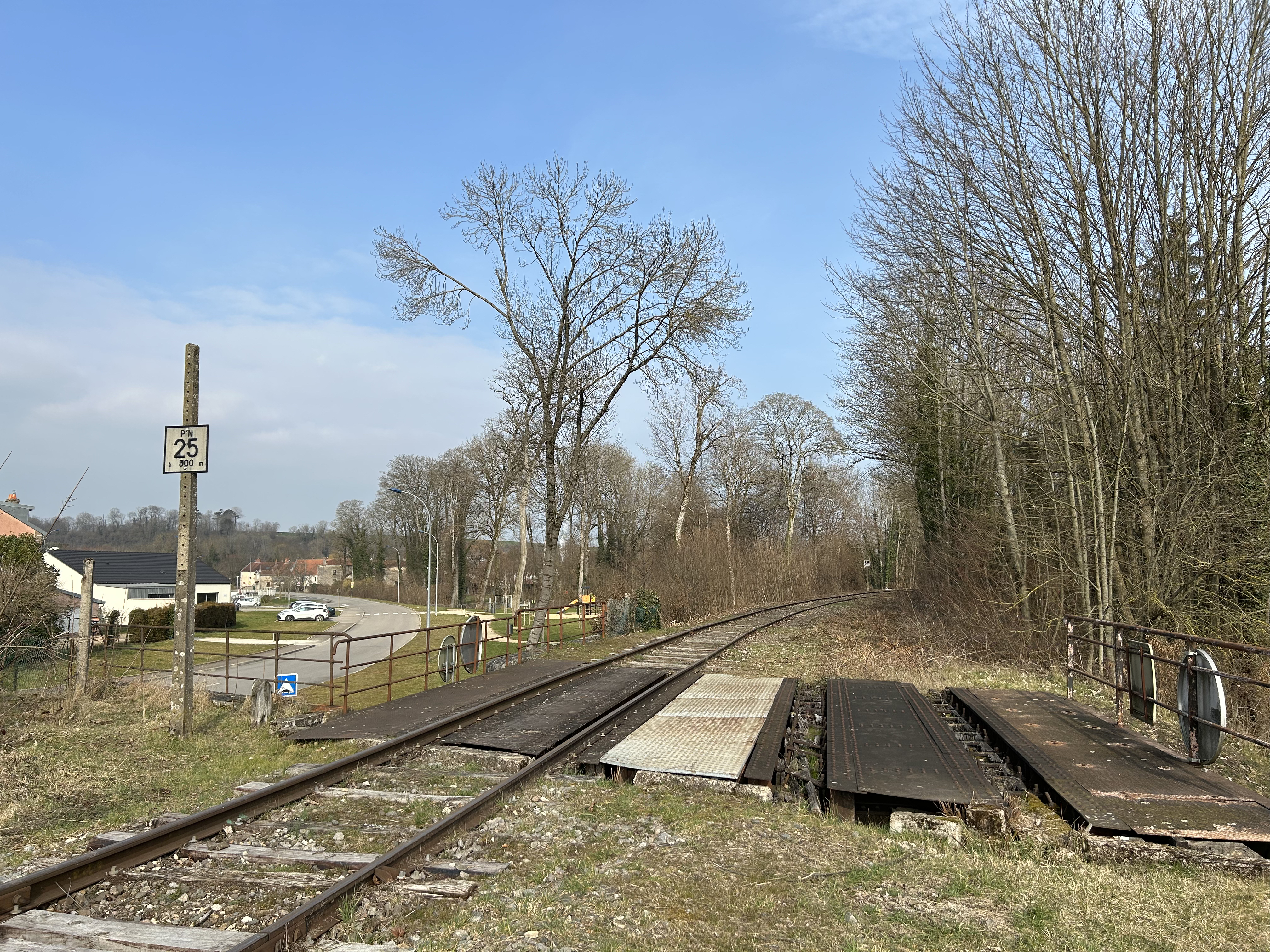
阿尔克莱格雷境内的格雷—圣让德洛讷铁路

阿尔克莱格雷位于特鲁瓦—格雷铁路、格雷—圣让德洛讷铁路、屈尔蒙-沙兰德雷—格雷铁路、韦夫尔—格雷铁路和格雷—弗赖桑铁路的交汇处，这五条铁路均已停止客运服务。格雷站位于阿尔克莱格雷市镇范围内，现为一个货运铁路车站。
距离阿尔克莱格雷最近的运营中的客运铁路车站为41公里外的蒂耶河畔伊斯站，该站停靠往返于第戎和南锡一线的区域列车，少量班次可前往肖蒙。

### 航空
阿尔克莱格雷距离多勒机场的公路里程大约55公里。

### 城市公共交通
截至2024年11月，阿尔克莱格雷暂无城市公共交通系统。

## 政治

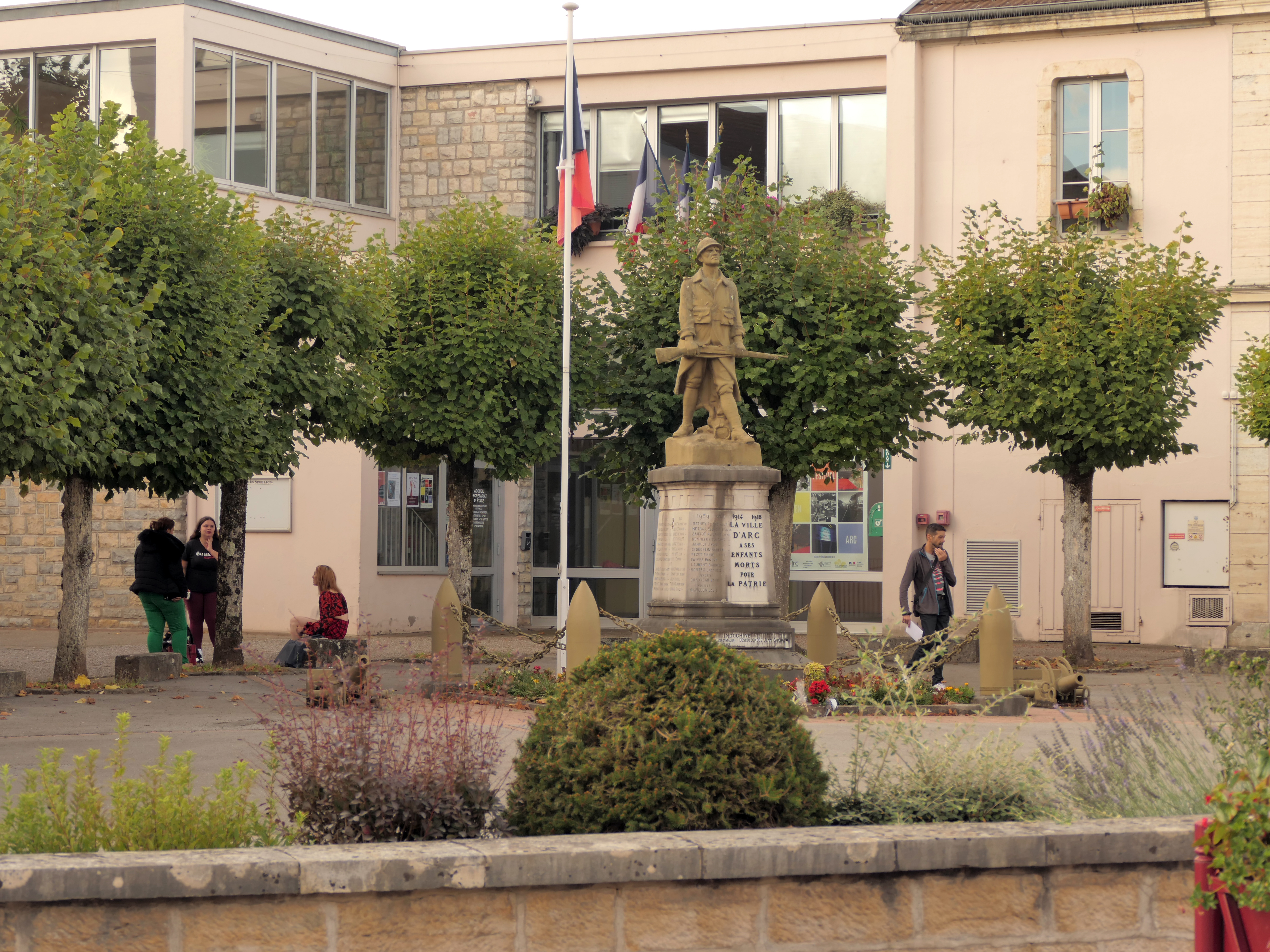
阿尔克莱格雷市政厅

阿尔克莱格雷的现任市长为格扎维埃·科基比先生（Xavier COQUIBUS），他是一名左翼无党派人士，在2020年的市政选举中获得了100.00%的支持率（无其他候选人）。
在2022年的法国总统大选的第二轮选举中，法国极右翼政党国民阵线主席玛丽娜·勒庞在阿尔克莱格雷获得了55.71%的支持率。

## 人口
2021年，阿尔克莱格雷市镇人口数量为2,451，在法国排名第4,498位。其中男性1,157人，女性1,294人，75岁及以上人口占13.5%，外籍人口数量为115人，人口密度为203人/平方公里，当地居民被称为（男性）或（女性）。2022年，阿尔克莱格雷境内出生16人，死亡人口35人。
| 阿尔克莱格雷1901年－2021年人口变化情况 |
|                                        |
| 数据来源：Cassini、INSEE               |

## 经济
截至2024年11月，阿尔克莱格雷市镇范围内共有各类用人单位（包含自雇）335家，平均历史为20年，其中95.68%为中小型企业（PME），2024年9月至11月间，当地的经济活力指数为0。（农副产品销售）、（电机元件制造）及（城际公路物流）是当地2022年已公布营业额最高的三个企业，分别为132,321,612欧元、125,149,213欧元和4,041,893欧元。

## 财政与居民收入
2022年，阿尔克莱格雷的财政收入总额为2,479,330欧元，财政支出总额为2,063,960欧元，当年的债务总额为1,095,870欧元。2022年，阿尔克莱格雷市镇通过增值税获得107,570欧元的收入，此外当地还共获得了164,020欧元的国家直接财政补助。
| 阿尔克莱格雷居民收入情况                         | 阿尔克莱格雷居民收入情况 | 阿尔克莱格雷居民收入情况 | 阿尔克莱格雷居民收入情况 |
| 内容                                             | 阿尔克莱格雷             | 法国                     | 统计年份                 |
| ------------------------------------------------ | ------------------------ | ------------------------ | ------------------------ |
| 征税家庭总数                                     | 1,229                    | 1,081（法国市镇平均）    | 2022年                   |
| 居民平均月收入                                   | 1,993欧元                | 2,435欧元                | 2022年                   |
| 高级职员人均月收入                               | 3,924欧元                | 4,331欧元                | 2021年                   |
| 中级职员人均月收入                               | 2,239欧元                | 2,470欧元                | 2021年                   |
| 普通职员人均月收入                               | 1,685欧元                | 1,801欧元                | 2021年                   |
| 贫困率                                           | 17%                      | 14.5%                    | 2020年                   |
| 青壮年（15至64岁）失业率                         | 12.7%                    | 7.4%                     | 2020年                   |
| 征税家庭数量占比                                 | 38.0%                    | 45.5%                    | 2020年                   |
| 家庭年均纳税                                     | 1,842欧元                | 4,393欧元                | 2022年                   |
| 资料来源：INSEE、L'Internaute、Le Journal du Net |                          |                          |                          |

## 社会事务

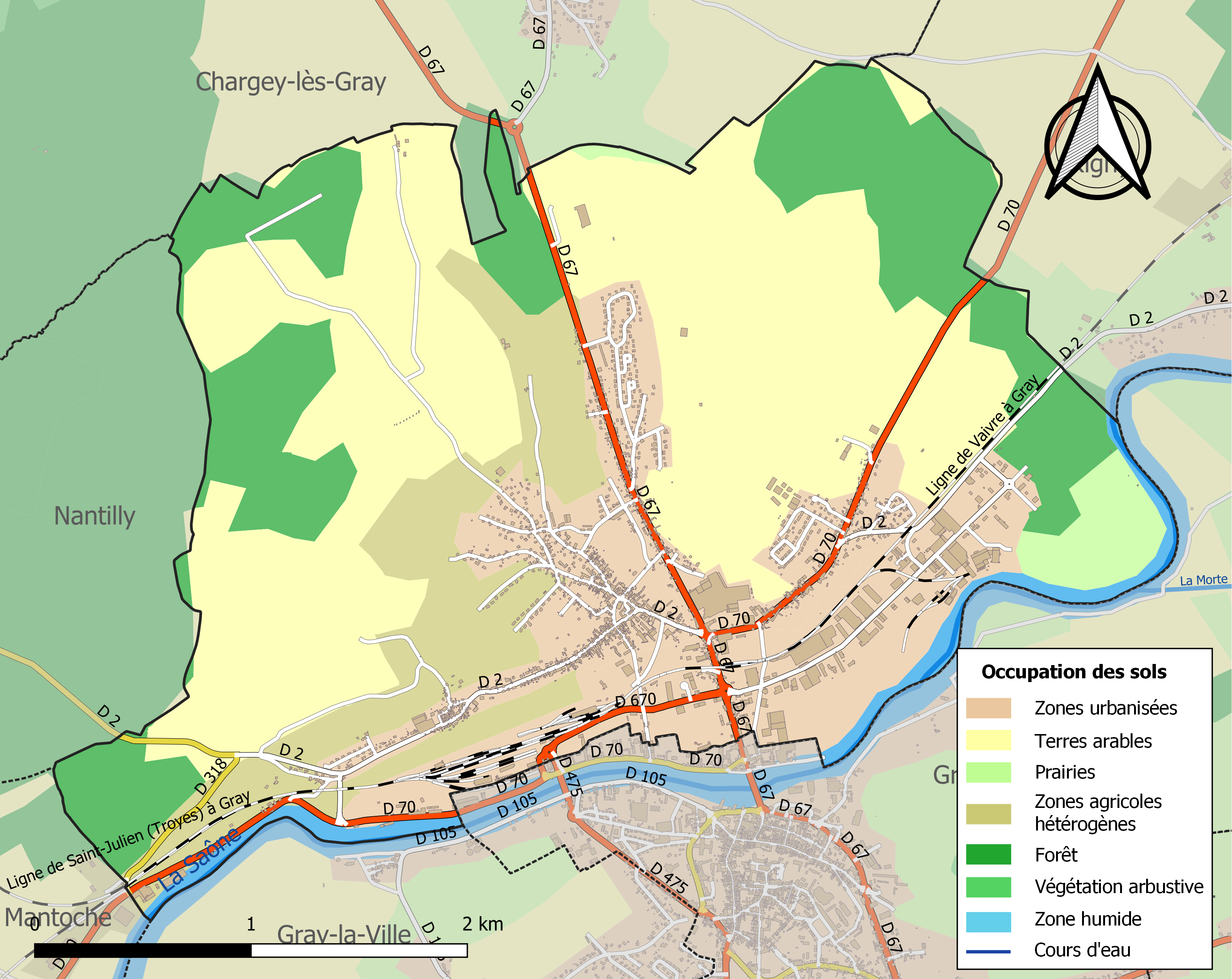
阿尔克莱格雷土地利用情况地图

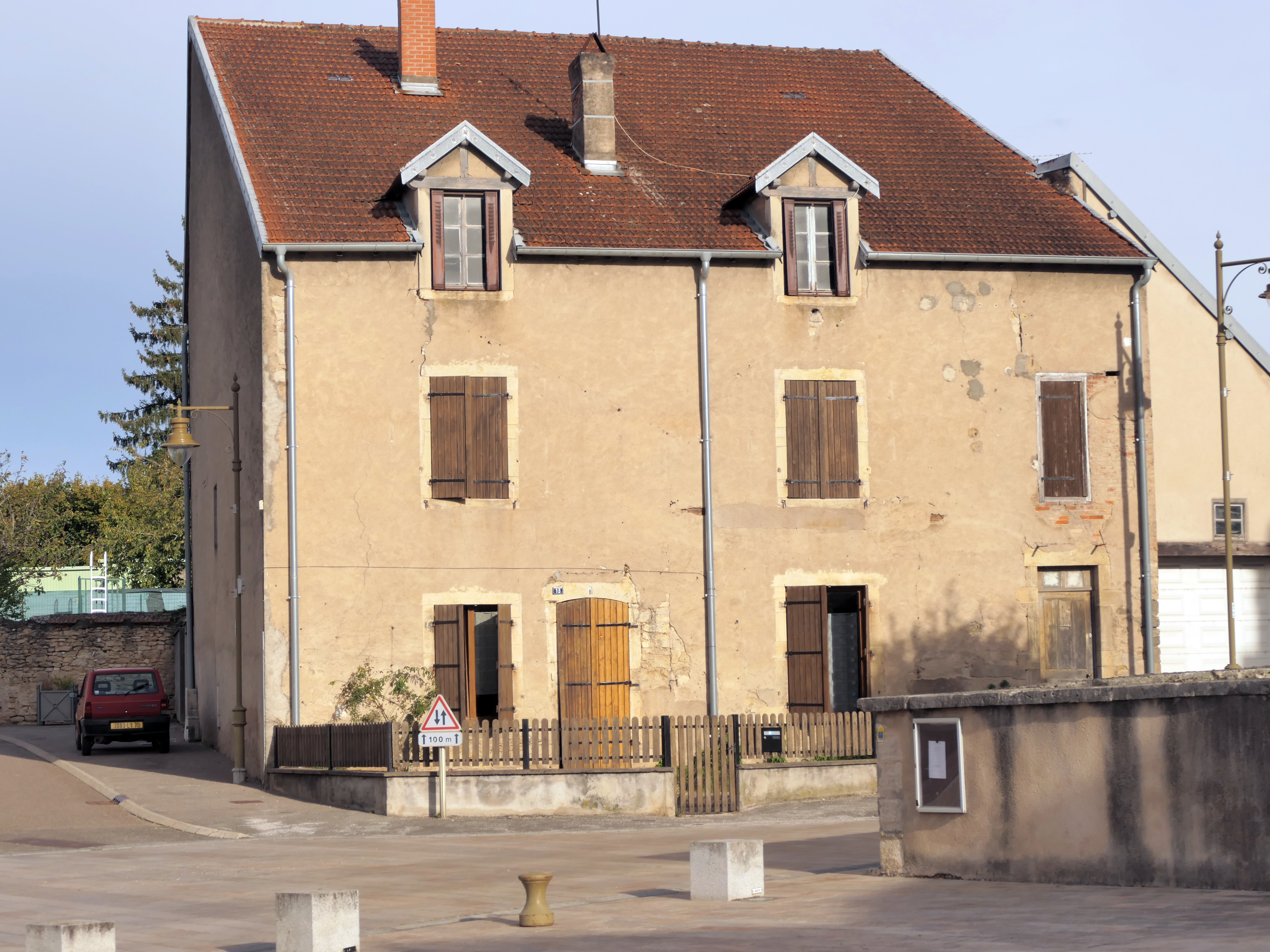
一栋传统民居

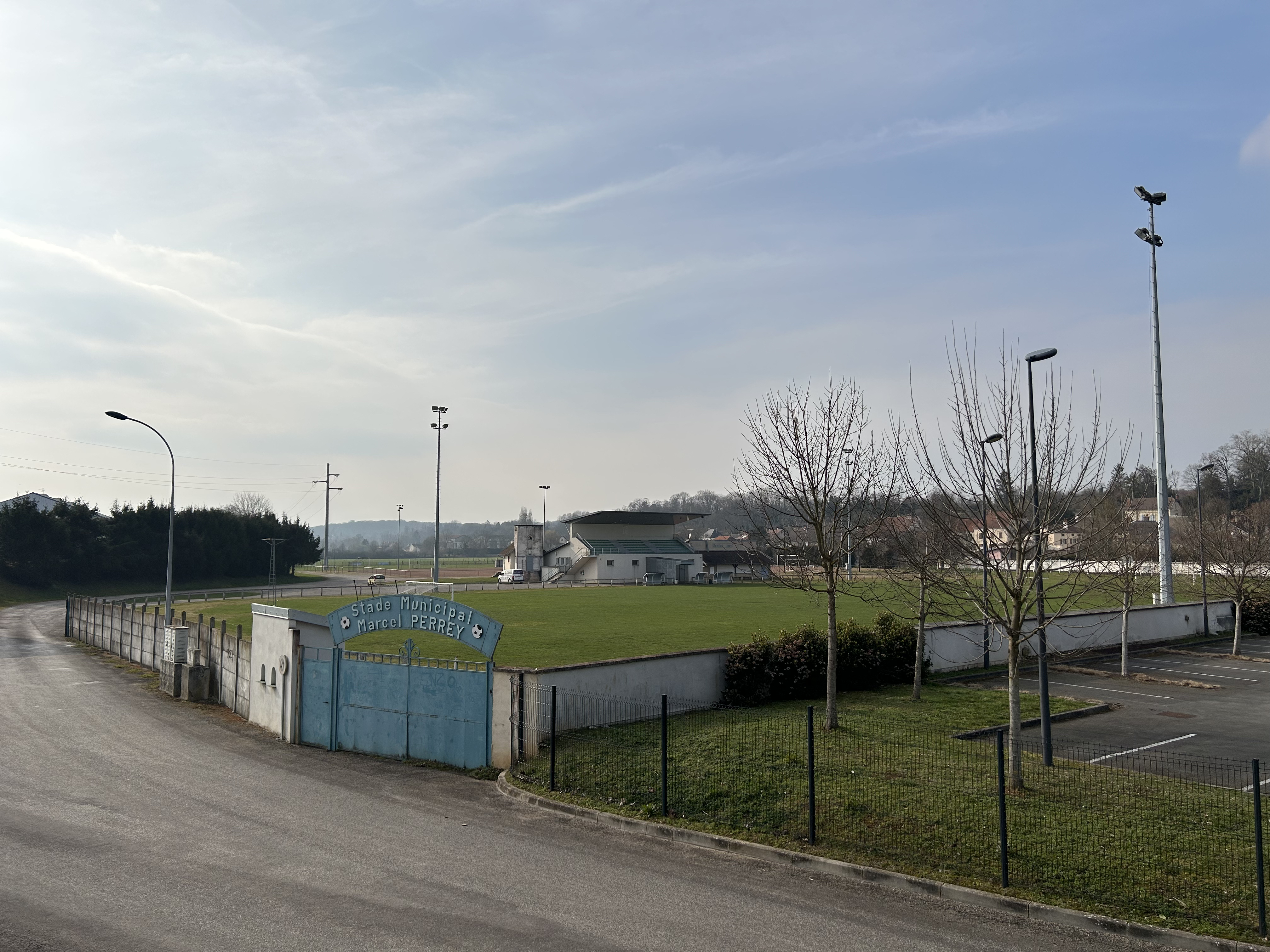
马塞尔·佩雷球场

### 教育
阿尔克莱格雷属于贝桑松学区。截至2023年1月1日，阿尔克莱格雷境内共有1所小学。

### 医疗
截至2023年1月1日，阿尔克莱格雷境内共有全科医生4名、保健师6名、牙医1名、护士4名、儿科医生1名和药房1家。
距离阿尔克莱格雷最近的区域性医疗机构为上索恩省医疗集团（Groupe Hospitalier de la Haute-Saône），其下属的皮埃尔·维泰尔医院（Hôpital Pierre Vitter）位于格雷市区西侧，距离阿尔克莱格雷市区的正常车程大约3分钟，该院设有床位77个。

### 住房
2021年，阿尔克莱格雷境内共有各类住房1,398套，其中64.3%为独立式住宅，35.6%为集中式住宅。常住房屋占阿尔克莱格雷市镇范围内居民建筑总量的87.8%。
在住房保障政策方面，2023年，阿尔克莱格雷境内共有480户家庭获得了家庭津贴补助，受益人数占总人口数量的19.6%，其中225份为房租补助。

### 商业
2021年，阿尔克莱格雷境内共有各类实体商铺69家，其中餐厅4家、大型超市3家、杂货店2家、面包房2家、装饰品店1家、美容美发店8家、汽车维修店7家。阿尔克莱格雷镇中心建有一家Aldi超市。

### 体育
2023年，阿尔克莱格雷境内共有1处网球场以及1处足球或橄榄球场。
截至2024年11月，阿尔克-格雷期望（Espérance Arc-Gray，编号506605）是阿尔克莱格雷境内唯一的一家注册足球俱乐部，其主队2024至2025赛季参加上索恩省足球联赛甲组（法国第九级别），其主场为马塞尔·佩雷球场（Stade Marcel Perrey）。

### 环境
阿尔克莱格雷的环境事务由其所属的格雷河谷市镇公共社区联合各级政府协调负责。2021年，阿尔克莱格雷境内暂无污染企业。

### 治安
2023年，阿尔克莱格雷市镇范围内累计记录各类案件53起，其中盗窃类案件21起，人身侵犯类案件15起，毒品交易类案件3起。

## 文化

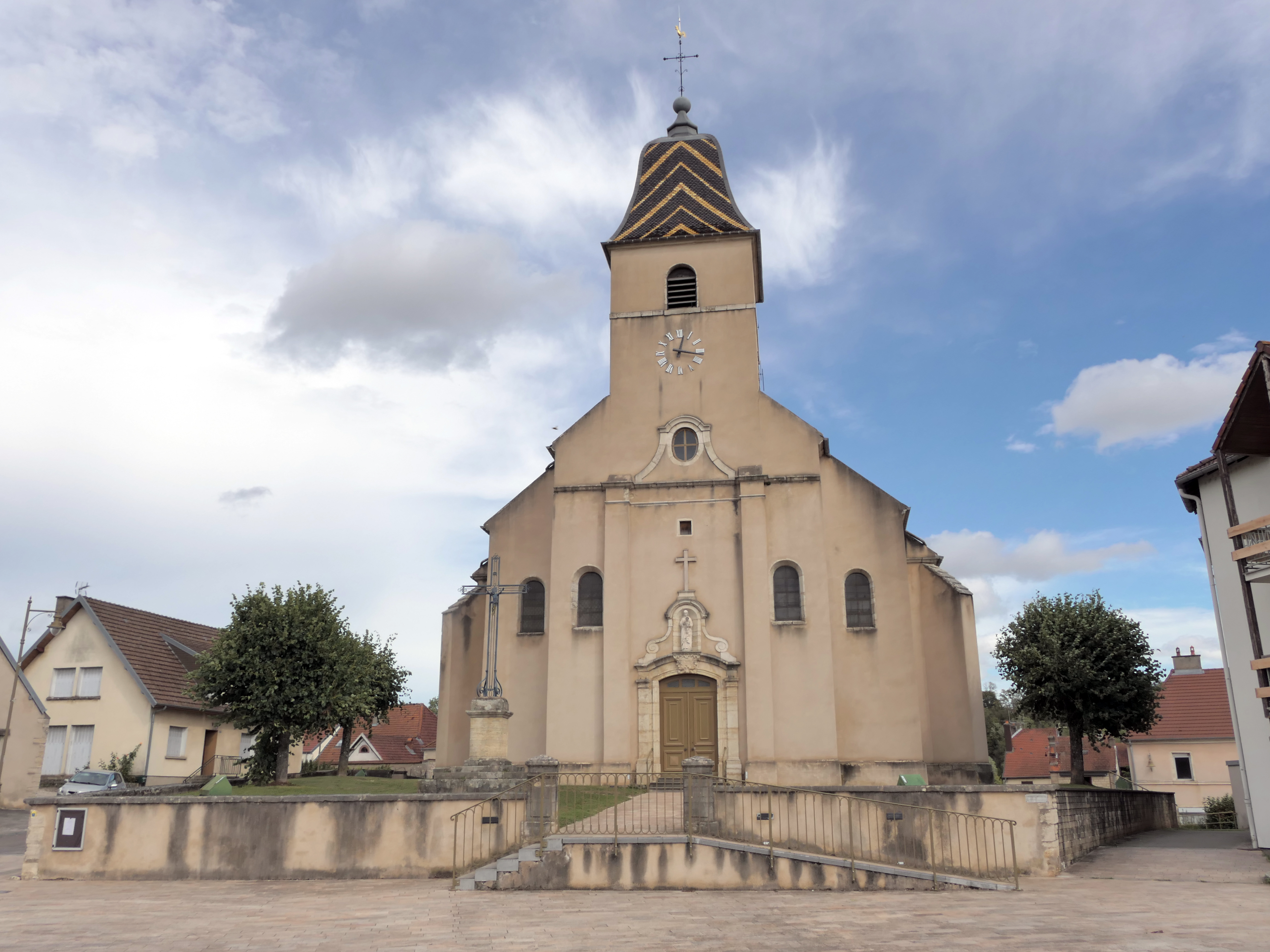
圣母诞辰教堂

2021年，阿尔克莱格雷境内暂无任何文化设施。阿尔克莱格雷境内建有公共图书馆（Bibliothèque pour tous），每周三和五向公众开放。

### 建筑
阿尔克莱格雷境内有多处历史建筑，其中镇中心的圣母诞辰教堂（Église de la Nativité-de-Notre-Dame d'Arc-lès-Gray）是当地的地标性建筑物。

### 旅游
阿尔克莱格雷的旅游事务由其所属的格雷河谷市镇公共社区联合各级政府协调负责。2024年，阿尔克莱格雷境内暂无任何游客接待设施。

### 媒体
法国主要的媒体均可在阿尔克莱格雷接收，法国电视三台下属的勃艮第-弗朗什-孔泰大区频道在部分时段播出阿尔克莱格雷所在上索恩省的地方新闻。《东部共和国人报》、蓝色法兰西贝桑松广播等是当地主要的地方媒体。

## 友好城市
截至2024年11月，阿尔克莱格雷暂未与城市建立友好城市关系。